# Ellucana curticaudata
Ellucana curticaudata är en kräftdjursart. Ellucana curticaudata ingår i släktet Ellucana och familjen Canuellidae. Inga underarter finns listade i Catalogue of Life.